# Wolbrom
Wolbrom – miasto w województwie małopolskim, w powiecie olkuskim, siedziba gminy miejsko-wiejskiej Wolbrom w historycznym regionie Zagłębia Dąbrowskiego. Jest ośrodkiem przemysłu gumowego, drzewnego i metalowego.

## Toponimia
Pierwsza wzmianka o miejscowości pochodzi z dokumentu z 1327 roku, w którym zawarto zwrot adwocatiae Woluramensis oraz zapisano imię założyciela – Woluramus. Nazwa była także notowana w formach civitas Wolwrami (1346-58), Wolwram (1369), Wolwramow (1387), Wolbram (1392), Wolbramow (1393), Wolframo (1398), Wolframow (1400), Wolfram (1470-80), Wolbrom (1564), Wolbram / forma dopełniacza: do Wolbrama (1629), Wolwram / forma dopełniacza: do Wolwrama (1680), Wolbram / forma miejscownika: w Wolbramie (1789), Wolwram (1803), Wolbrom / forma dopełniacza: od Wolbroma (1871), Wolbrom / forma dopełniacza: od Wolbromia (1894).
Jest to nazwa dzierżawcza równa imieniu założyciela. W 1327 roku Wolwram wraz z bratem Hilarym lokowali za zgodą króla Władysława Łokietka osadę na gruntach wsi Dłużec. Wahania fonetyczne Wolwram-Wolfram-Wolbram związane są z adaptacją niemieckiego imienia do polszczyzny. Odmiana do Wolbromia, w Wolbromiu ma charakter wtórny w stosunku do starej, twardej odmiany do Wolbroma, w Wolbromie. Aktualna miękka fleksyjność ukształtowała się pod wpływem modelu nazewniczego: Oświęcim, do Oświęcimia, Bytom, do Bytomia.

## Położenie

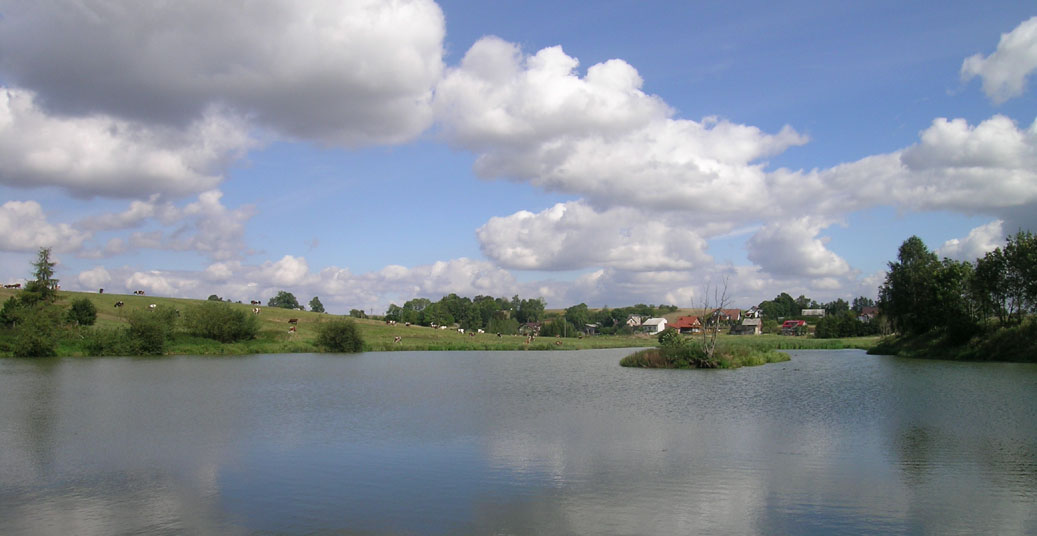
Zalew wolbromski

Wolbrom leży na Wyżynie Krakowsko-Częstochowskiej, zwanej potocznie Jurą.
Znajduje się na źródliskowym obszarze Białej Przemszy nad Pokrzywianką i Centarą w obniżeniu zwanym Bramą Wolbromską. Samo miasto zostało lokowane na cyplu wapiennym na wysokości 375–380 m n.p.m.
Na południe od miasta wznosi się Kamienna Góra, zwieńczona stalowym milenijnym krzyżem, spod którego rozpościera się rozległy widok na Wolbrom i okolicę.
Według danych z 1 stycznia 2011 r. powierzchnia miasta wynosi 10,12 km².
Miasto jest lokalnym ośrodkiem rolniczym, przemysłowym i handlowym. W latach 1975–1998 w woj. katowickim.

## Historia

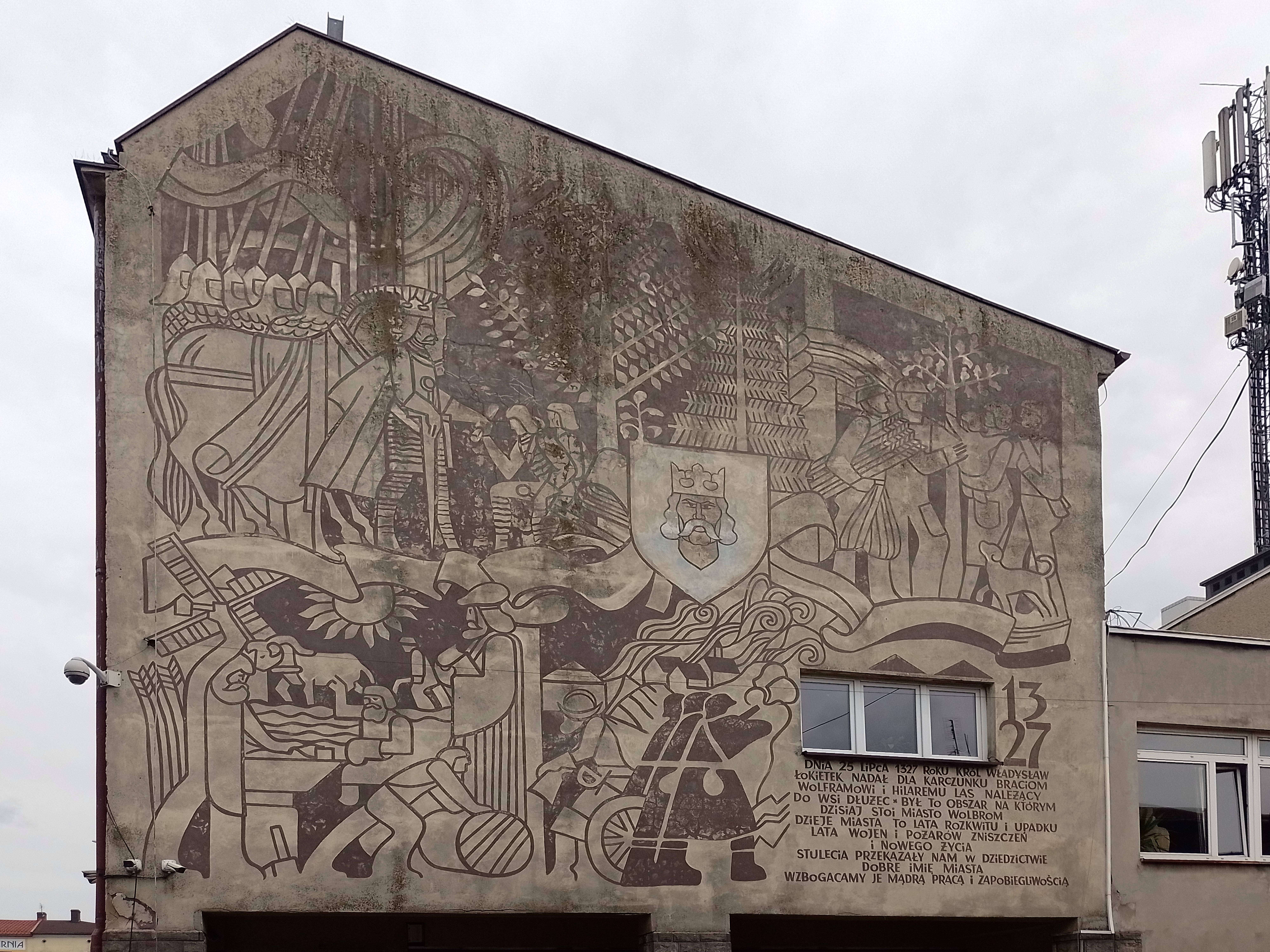
Mural upamiętniający nadanie praw miejskich przez Władysława Łokietka w 1327 na budynku urzędu miasta i gminy

Władysław Łokietek w 1327 roku zezwolił sołtysowi wsi Dłużec Wolwramowi i jego bratu Hilaremu na założenie osady na prawie niemieckim w lasach dłużeckich, prawo karczowania których uzyskali w 1311 roku. Kazimierz Jagiellończyk, przywilejem z 1485 roku, potwierdzał postanowienia aktu lokującego miasto na prawie niemieckim i nadał Wolbromiowi nowe przywileje.
Wolbrom był miastem królewskim Korony Królestwa Polskiego.
W 1886 r. pożar, który wszczął się przy ul. Miechowskiej, strawił jedną trzecią miasta, tj. 136 nieruchomości.

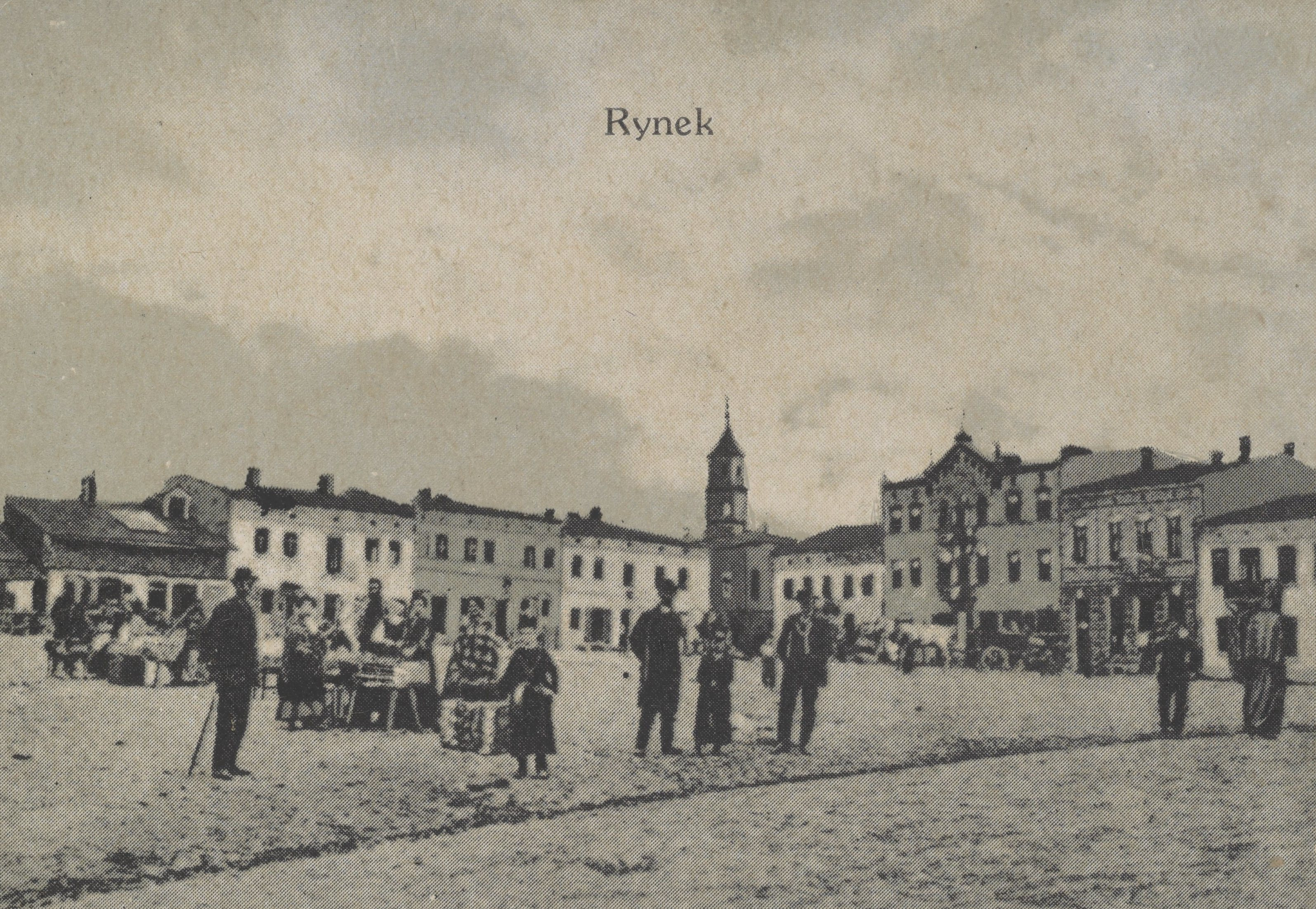
Rynek między 1918 a 1939 rokiem

W lipcu 1904 r. pożar strawił 2/3 miasta, około 246 nieruchomości. Ogień wszczął się około północy przy ulicy Szydłowieckiej i w ciągu niespełna dwóch godzin objął zachodnią i północną połać Rynku i ul. Szydłowiecką. Pożar zniszczył ponadto ulice: Lgocką, Szkolną, Bożniczą, Pilicką i Krzywą, niszcząc do szczętu w tej dzielnicy cały majątek Wolbromia.
We wrześniu 1906 r. pożar zniszczył 44 nieruchomości, a w tej liczbie nowo wybudowaną remizę straży, której pomimo akcji ratunkowej obronić się nie udało.

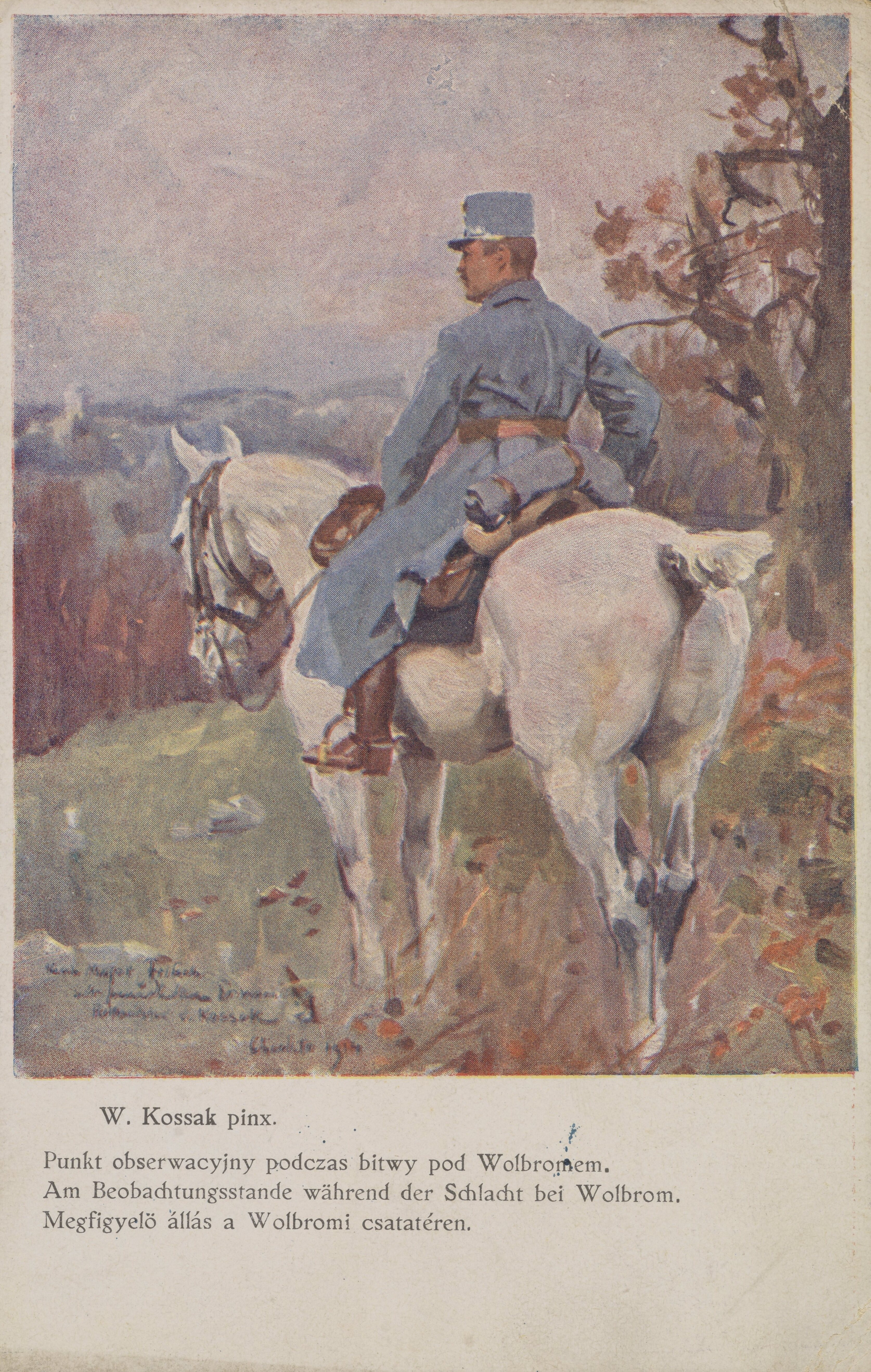
Punkt obserwacyjny podczas bitwy pod Wolbromem (1914), pocztówka przedstawiająca obraz Wojciecha Kossaka

W listopadzie i grudniu 1914 r. Wolbrom wszedł w strefę linii bojowej i przez 6 tygodni był nieustannie ostrzeliwany. Od granatu zapalił się jeden z domów przy ulicy Żarnowieckiej, a od niego zajęły się sąsiednie dwa domy, które prawie doszczętnie spłonęły.

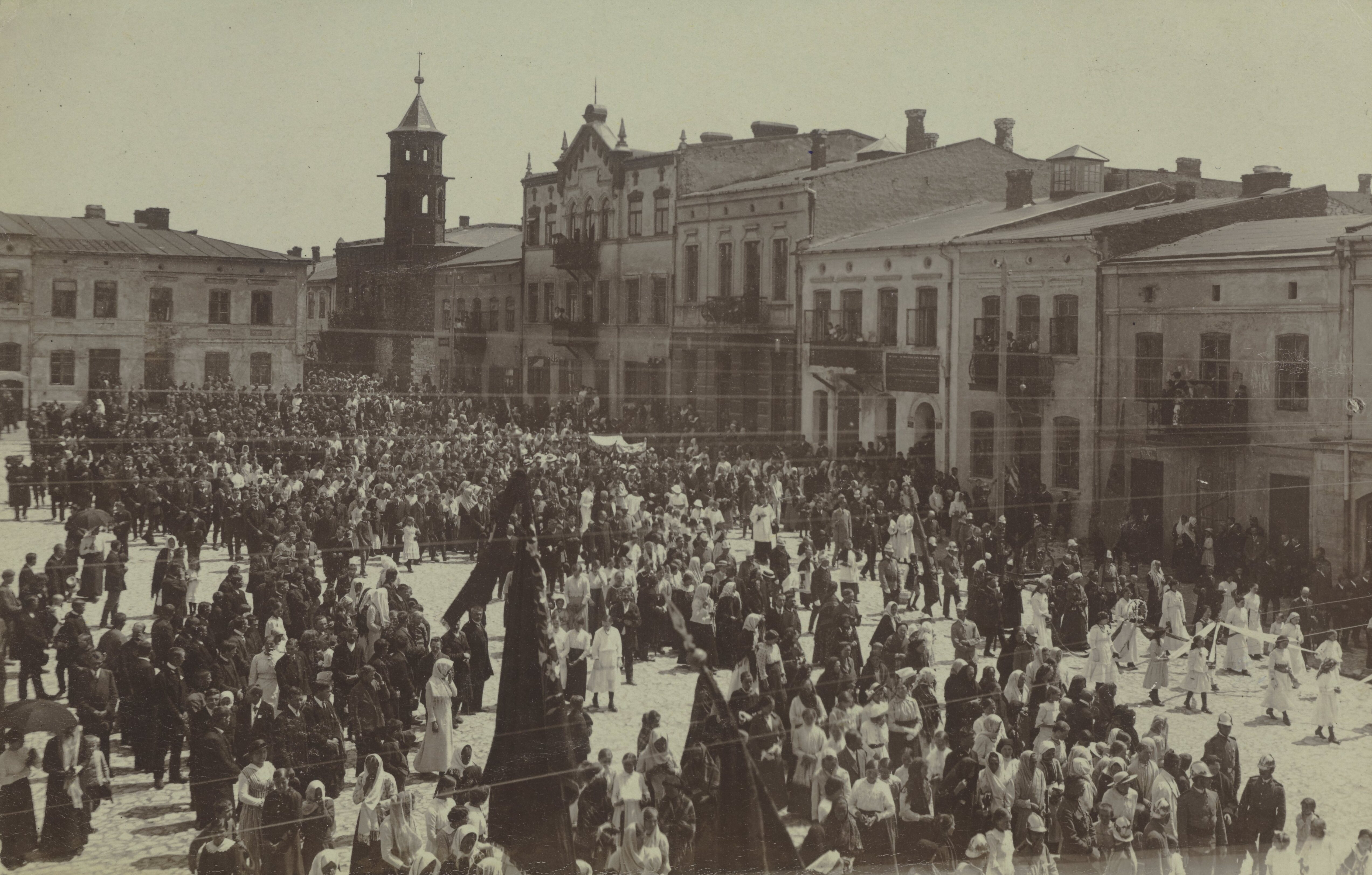
Prawdopodobnie uroczystości Bożego Ciała na rynku, około 1916 roku

Żydzi zaczęli się osiedlać w Wolbromiu po potopie szwedzkim. Ich populacja w 1827 roku wynosiła 724 osoby, w 1897 – 2901, a w 1921 – 4276. Od 1941 do września 1942 w Wolbromiu istniało otwarte getto, jego mieszkańcy zostali wywiezieni do obozu zagłady w Bełżcu.
5–13 września 1942 r. w lesie przy drodze do Olkusza rozstrzelano około 800 Żydów z likwidowanych gett w miejscowościach: Pilica, Wolbrom i Żarnowiec.
18 stycznia 1945 roku Wolbrom został zajęty przez oddziały 21 armii I Frontu Ukraińskiego.
W 1949 r. zmieniono nazwy kilku ulic: ul. Miechowską przemianowano na ul. Armii Czerwonej, ul. Polną na ul. Wyzwolenia, ul. Bóżniczą na ul. Krótką, ul. Sióstr Karmelitanek na ul. Boczną, ul. Pierackiego na ul. 1 Maja. W niektórych przypadkach powrócono do pierwotnej nazwy.
W latach 1931–1954 Wolbrom był siedzibą gminy Dłużec.

## Architektura
Obecna siedziba wolbromskiego magistratu powstała w latach 70. XX w., w miejscu, w którym okresie rozkwitu miasta znajdował się zajazd
Wolbrom można podzielić na dwie części, granicą są tory kolejowe. Fragment z rynkiem i starą zabudową stanowi pierwotny rejon lokacyjny. Na rozbudowę nowej części miały wpływ dwa czynniki: kolej oraz zakłady stomilowskie. Obecne granice Wolbromia w większości pokrywają się z tymi pierwszymi, czyli lokacyjnymi.
W Wolbromiu jest 88 ulic (razem z Rynkiem).

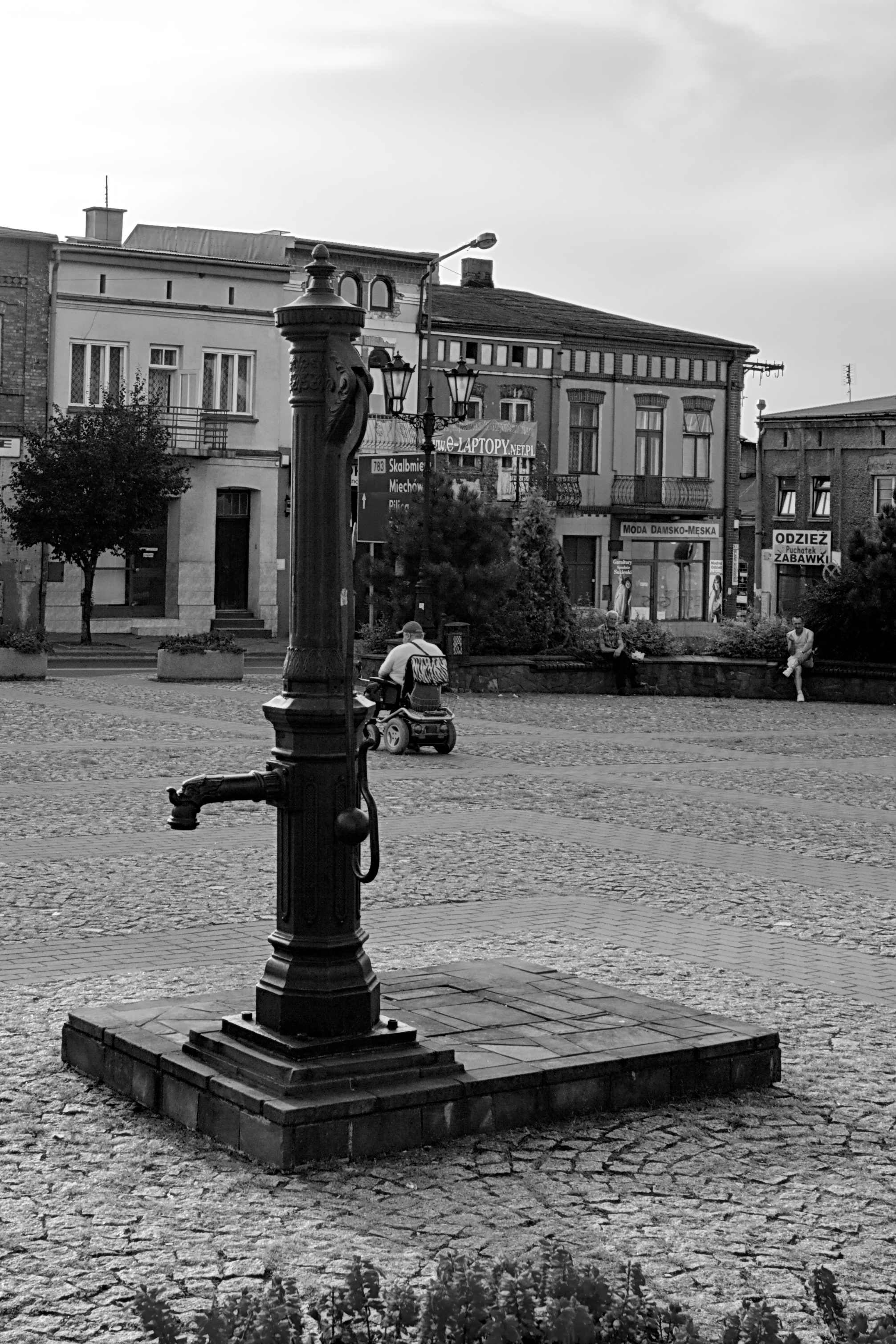
Pompa na rynku

We wschodniej połaci Rynku, otoczony XIX w. kamieniczkami stoi pomnik Jana Kilińskiego ufundowany przez wolbromski cech szewski w 1924 r. W rynku zachowało się sporo kamienic z końca XIX w. (nr 2–7, 14, 18–25), które w większości z biegiem lat utraciły cechy stylowe. We północno-wschodnim narożniku Rynku wznosi się kościół parafialny św. Katarzyny Aleksandryjskiej, którego obecny XVII-wieczny budynek zawdzięcza się sprowadzonym w 1628 r. przez ks. Marcina Wolbrama Kanonikom Regularnym Laterańskim z krakowskiego Kazimierza. Również z XVII w. pochodzi budynek klasztorny, który pełni dziś funkcję plebanii.

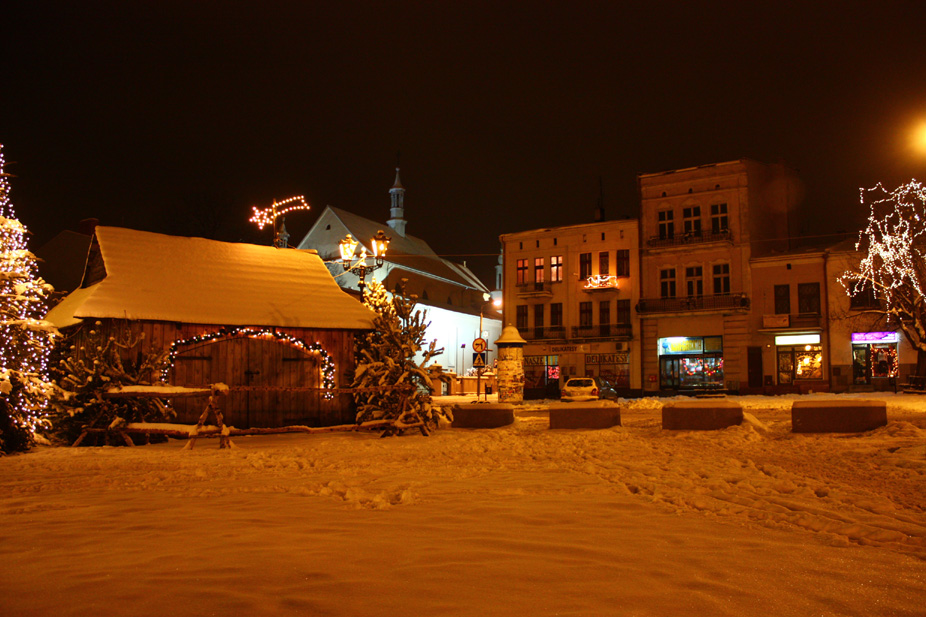
Rynek w Wolbromiu – styczeń 2009

Układ centrum pochodzi z okresu lokacji, jego ośrodkiem jest kwadratowy Rynek. Zabudowa najstarszej części Wolbromia cechuje charakterystyczna, małomiasteczkowa zabudowa. W zabudowie Rynku dominują piętrowe kamienice z końca XIX w., a okoliczne ulice nieco uboższe parterowe budynki z profilowanymi gzymsami i sieniami na przestrzał. Taką zabudową w większości cechuje się ul. Miechowska (nr 20, 24, 26, 28 i 30).
U zbiegu ul. Mariackiej i ul. Kościuszki znajduje się barokowy, modrzewiowy kościółek pw. Niepokalanego Poczęcia Najświętszej Marii Panny (zwany Kościółkiem Mariackim). Został ufundowany w 1638 r. przez ks. Marcina Wolbrama jako kościół przyszpitalny. Szpital – przytułek dla ubogich, starców i kalek znajdował się po drugiej stronie ulicy (dzisiejszy budynek przy ul. Kościuszki 20). Przy ul. Krótkiej znajduje się budynek zbudowanej w XIX w., dawnej szkoły żydowskiej, od 1945 r. pełniący funkcję magazynu. Po jego północnej stronie wznosiła się XVIII-wieczna synagoga, wyburzona w 1956 r.

## Zabytki

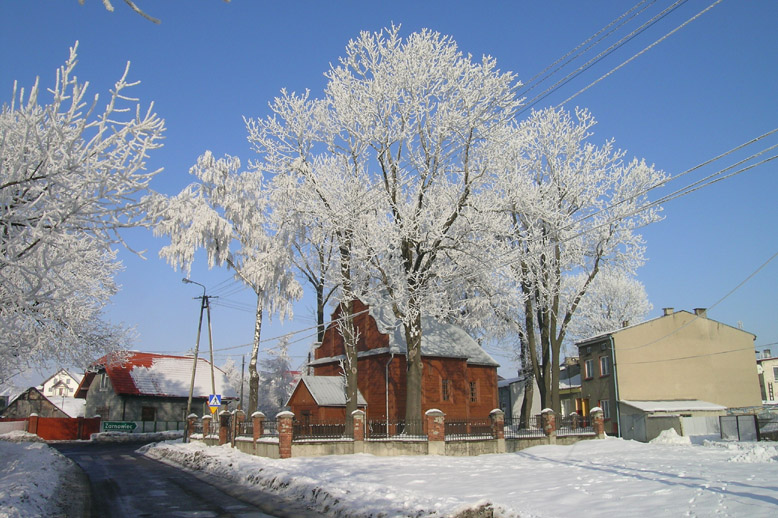
Kościół pw. MB Niepokalanego Poczęcia

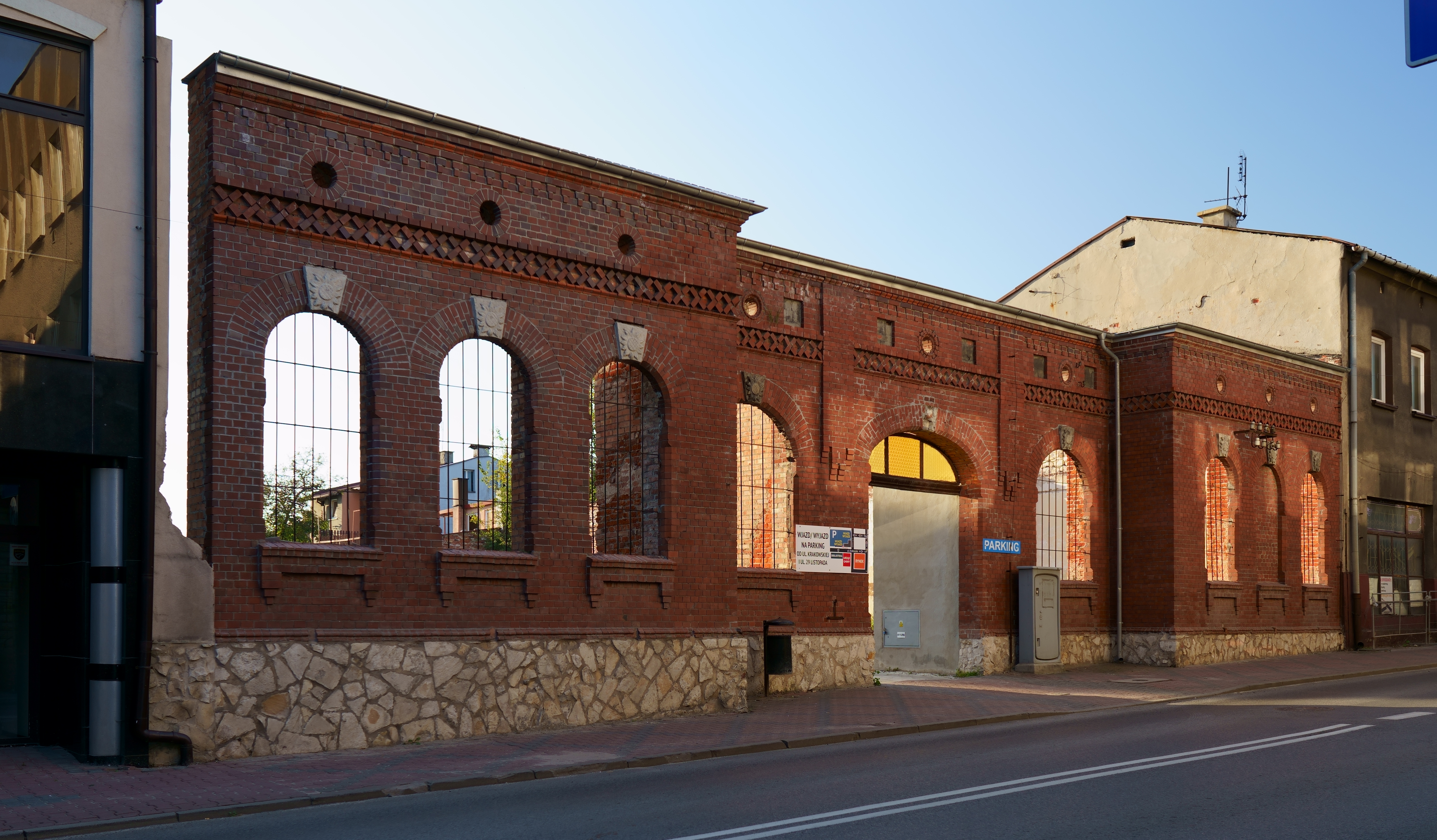
Elewacja budynku starej poczty

Obiekty wpisane do rejestru zabytków nieruchomych województwa małopolskiego:
- Historyczny zespół budowlany ul. Miechowskiej.
- Kościół parafialny pw. św. Katarzyny;
  - dzwonnica;
  - otoczenie.
- Kościół szpitalny pw. Niepokalanego Poczęcia NMP (u zbiegu ul. Mariackiej i T. Kościuszki).
- Część elewacji frontowej budynku „starej poczty” przy ul. Krakowskiej 6.

### Obiekty historyczne
- budynek dawniej szkoły żydowskiej (obecnie magazyn), ul. Krótka
- cmentarz żydowski, ul. Skalska
- kapliczka Jezusa Frasobliwego z 1918 r., ul. Miechowska
- wieża strażnicy OSP z 1893 r., ul. Strażacka

### Nieistniejące

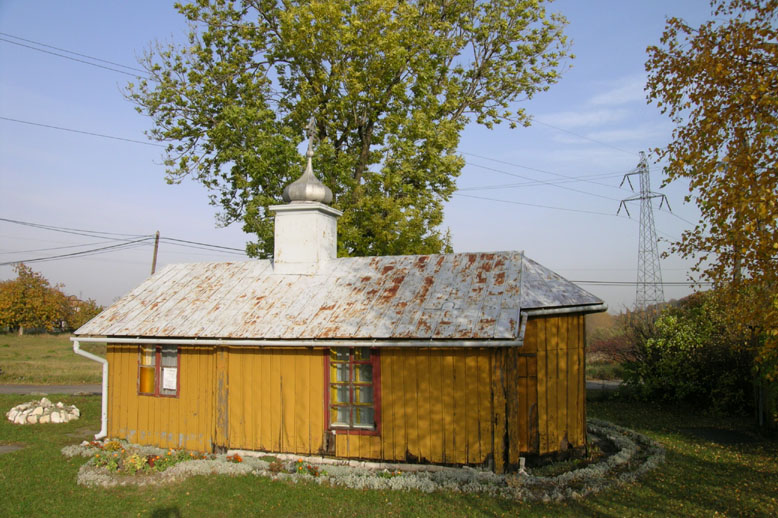
Kapliczka przy ul. Łukasińskiego z 1915 r.

- Kapliczka w pobliżu Kamiennej Góry z 1915 r. (na jej miejscu wznosi się nowa kapliczka z 2009 r.), ul. Łukasińskiego
- Synagoga (zburzona w 1956 r.)

### Pomniki i miejsca pamięci

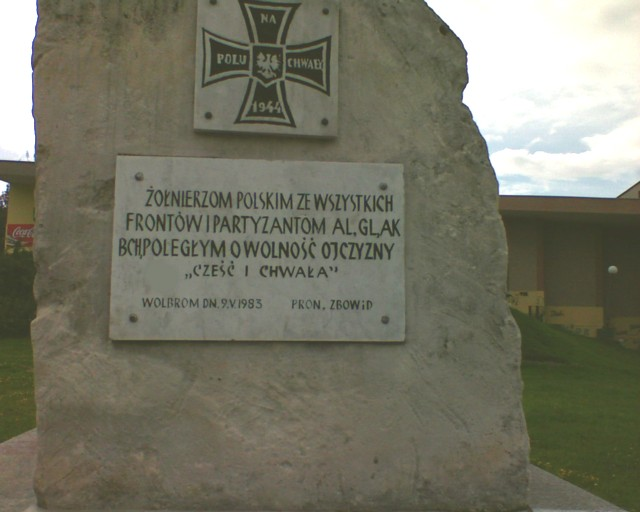
Pomnik „żołnierzom polskim ze wszystkich frontów i partyzantom” w Wolbromiu

- pomnik Jana Kilińskiego (ul. Rynek)
- pomnik upamiętniający ofiary holocaustu (ul. 20 Straconych)
- pomnik poświęcony żołnierzom polskim ze wszystkich frontów i partyzantom, ul. Kamiennogórska

## Podział miasta

### Dzielnice
- Stare Miasto
  - Pompka
  - Kozina
  - Kapkazy
  - Szwedy
- Nowe Miasto

### Osiedla mieszkaniowe
- os. Bolesława Chrobrego
- os. Władysława Łokietka
- os. Wąwóz
- os. Kapkazy
- os. Skalska
- os. XX-lecia
- os. Raje

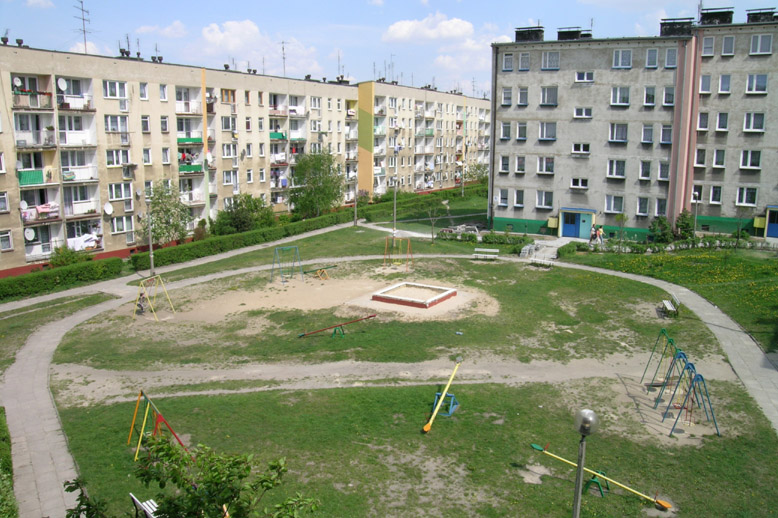
Os. Skalska

- os. Domów Jednorodzinnych im. Łukasińskiego
- os. Wiejska
- os. Fabryczna

## Demografia
(Stan na 31 grudnia 2023 roku)

## Gospodarka
Pod koniec XIX w., gdy liczba mieszkańców Wolbromia znacznie wzrosła, w miasteczku zaczął rozwijać się handel i rzemiosło szewskie. Okolica zaczęła rosnąć w siłę w wyniku decyzji cara Aleksandra III, który w 1885 r. podpisał statut Towarzystwa Drogi Żelaznej Iwangorodzko-Dąbrowskiej. Jej trasa przecinała wolbromską gminę. Rozpoczęła się budowa liczącego 433 wiorsty (462 km) torowiska kolejowego, dworców, peronów, infrastruktury.
Okoliczni chłopi znajdowali zatrudnienie przy tej inwestycji, inni wzbogacali się, sprzedając ziemię pod drogę żelazną. 
W Wolbromiu od 2013 r. działa Strefa Aktywności Gospodarczej.
Wolbrom jest ważnym ośrodkiem przemysłu gumowego w Polsce. Do 1992 r. istniały Wolbromskie Zakłady Przemysłu Gumowego Stomil, które zostały przekształcone w szereg niezależnych od siebie spółek.
- Fabryka Taśm Transporterowych Wolbrom S.A. – produkcja taśm transporterowych i przenośnikowych oraz płyt gumowych[18].
- Wolmot Sp. z o.o. Przedsiębiorstwo Produkcyjne Wyrobów Gumowych – produkcja węży gumowych i sylikonowych[19].
- Fagumit Fabryka Węży Gumowych i Tworzyw Sztucznych Sp. z o.o. – produkcja węży gumowych oraz węży pcw.[20]
- WOSTAL – Zakłady Mechaniczno-Kuźnicze – produkcja konstrukcji metalowych, odkuwek oraz produktów dla górnictwa[21].
- SumiRiko Poland (dawniej TRI Poland) (druga pod względem wielkości fabryka części do samochodów w Europie) – produkcja części motoryzacyjnych.
- Storem Sp. z o.o. – produkcja konstrukcji stalowych, instalacji elektrycznych i kanalizacyjnych oraz produkcja elementów gumowych[22].
- ES SYSTEM K – produkcja lad i urządzeń chłodniczych[23].
- Pastrans Sp. z o.o. – firma transportowa
- Elektrociepłownia w Wolbromiu ul. 1 Maja 100

## Transport
Podstawowym połączeniem komunikacyjnym jest droga wojewódzka Olkusz – Miechów 783, droga z Krakowa do Pilicy i Koniecpola 794 oraz drogi powiatowe i gminne. W mieście funkcjonują busy miejskie. Przez miasto biegnie zelektryfikowana linia kolejowa nr 62 (Katowice – Kielce) i 65 ze stacją w Wolbromiu i trzema przystankami na terenie miasta i gminy oraz Linia Hutnicza Szerokotorowa.
Drogi powiatowe, przebiegające przez Wolbrom:
- 1095K Bolesław – Klucze – Jaroszowiec – Bydlin – Wolbrom 749
- 1126K Wolbrom – Żarnowiec

Na południu od Wolbromia, przebiega również droga powiatowa nr 1123K, łącząca Chełm i Porębę Górną.

## Turystyka

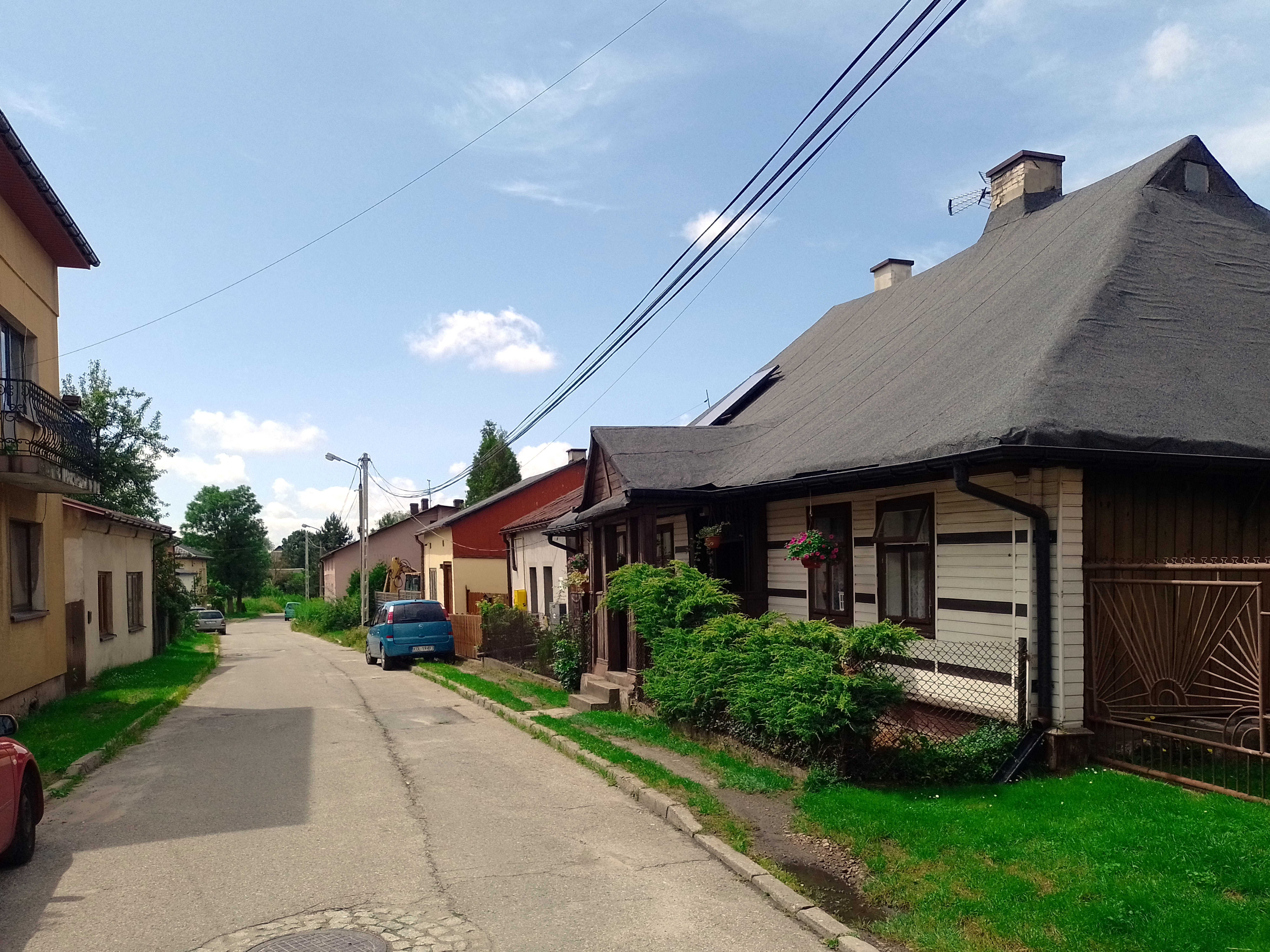
Ulica Ogrodowa z zabytkową zabudową drewnianą

Przy ul. 20 Straconych widnieje płyta pamiątkowa na miejscu rozstrzelania przez hitlerowców 20 osób schwytanych w 1943 r. w łapance ulicznej. Ich mogiła znajduje się na cmentarzu przy ul. Miechowskiej. Zespół tego cmentarza ma charakterystyczny kwaterowy układ, a najstarsze zachowane nagrobki pochodzą z lat 70. XIX w. 1 listopada 1993 r. oddano do użytku Kaplicę Pogrzebową, w której odtąd odbywają się uroczystości pogrzebowe. Na drugim końcu miasta, przy ul. Skalskiej przetrwał fragment dawnego cmentarza żydowskiego z początków XIX w., a w okolicznych lasach znajdują się mogiły ofiar holocaustu. Wartość zabytkową mają również liczne w mieście figury i krzyże przydrożne z przełomu XIX i XX w.

### Zalew Nerka, Zalew Wolbromski i park
Zbiornik wodny Nerka o powierzchni około 2,55 ha, a na północ od miasta Zalew Wolbromski o powierzchni 20 ha obydwa stanowiące miejsca do wędkowania. Kąpiel jest zakazana. Przy ul. Konopnickiej położony jest wolbromski park, w którym został wybudowany plac zabaw dla dzieci oraz skatepark. Przez park przepływa rzeka Pokrzywianka.

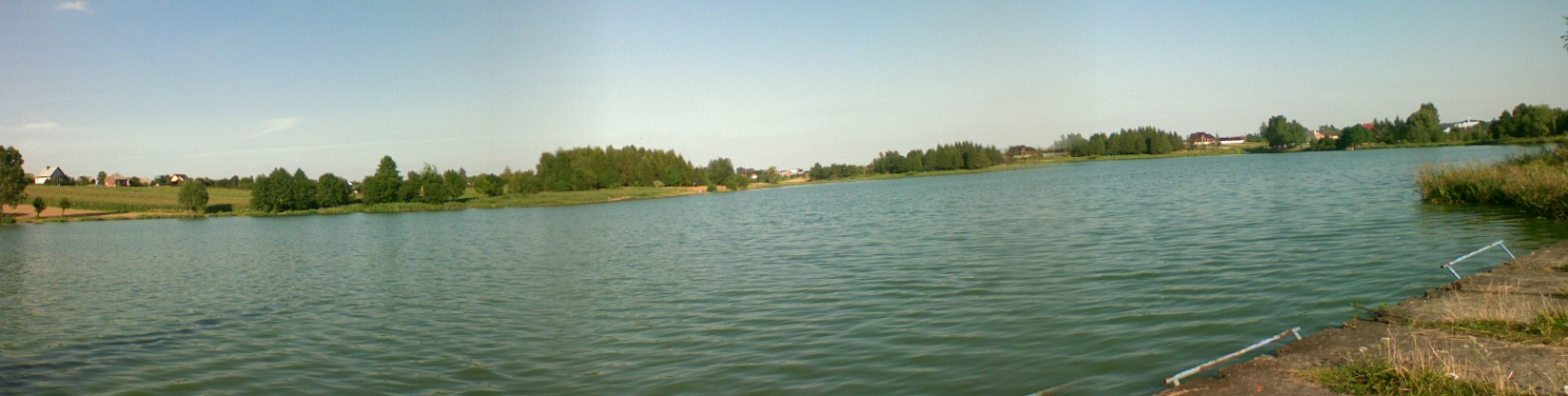
Panorama Zalewu wolbromskiego z przystani

### Kamienna Góra
Na południe od miasta wznosi się Kamienna Góra zwieńczona stalowym krzyżem milenijnym, spod którego rozpościera się rozległy widok na Wolbrom i okolicę.
Na rozdrożach ulicy Łukasińskiego i polnej drogi, tuż za Rajami, w pobliżu tzw. Kamiennej Góry mieściła się kapliczka powstała w 1915 r. dla upamiętnienia miejsca, w którym polegli austriaccy żołnierze. Wewnątrz znajdował się obraz z wizerunkiem Matki Boskiej Częstochowskiej. Przez długi czas w kapliczce odbywały się lekcje religii prowadzone przez siostry karmelitanki. Kapliczka została rozebrana w lipcu 2008 r., w jej miejsce powstała nowa.

## Edukacja

### Żłobki
- Żłobek Gminny nr 1 „Wesołe Pszczółki”, ul. Piłsudskiego 25

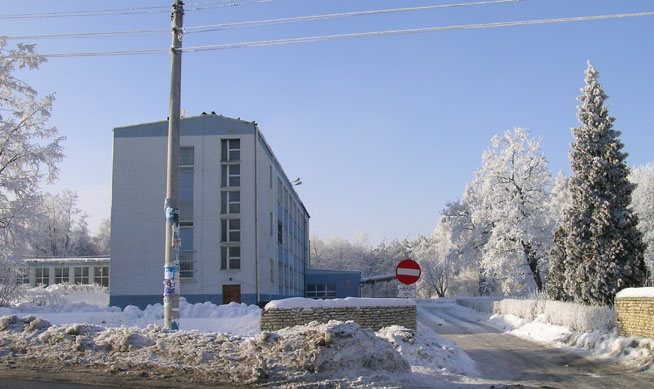
Zespół Szkół Nr 1 im. Romualda Traugutta ul. Skalska18

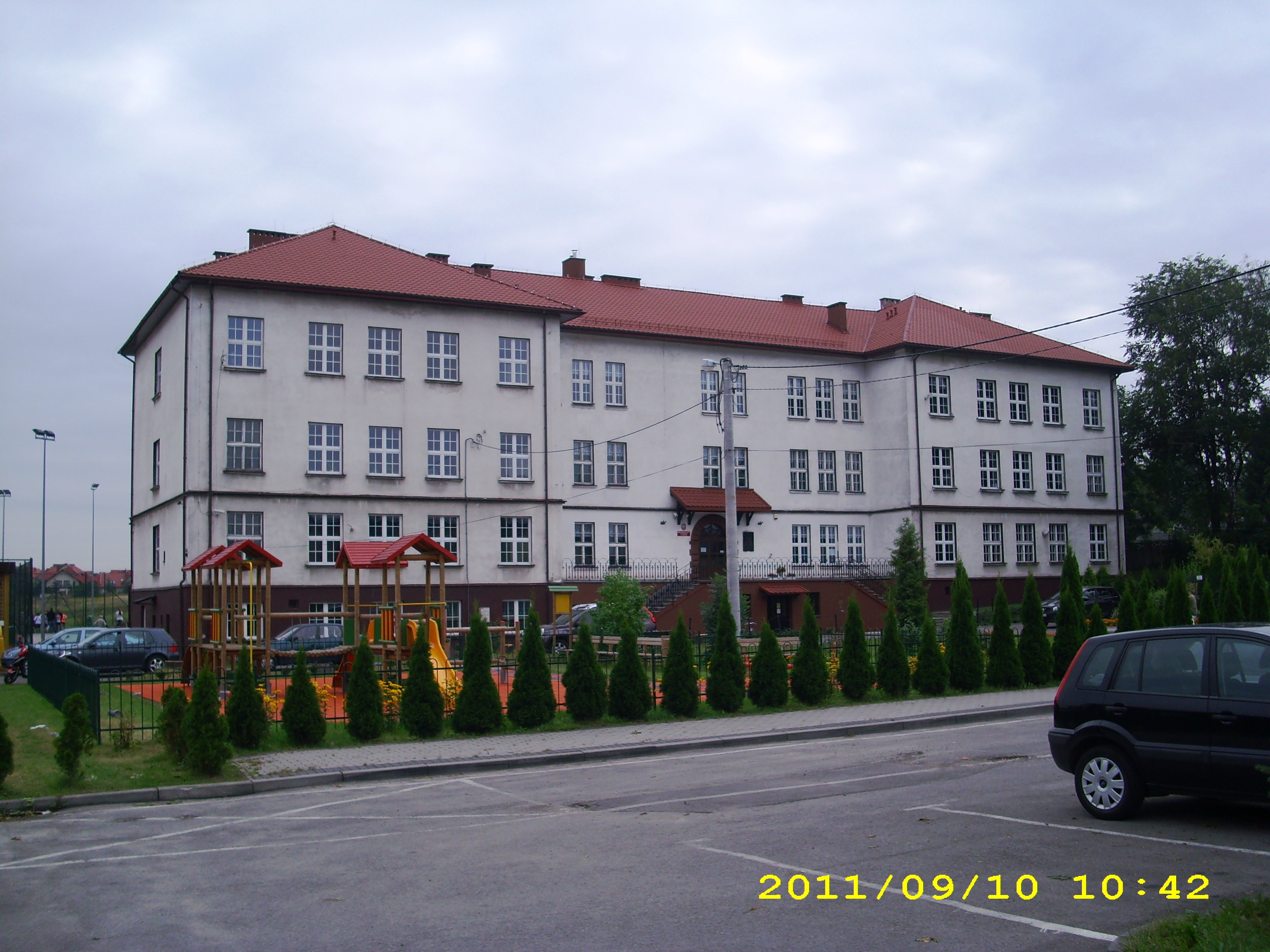
Szkoła Podstawowa nr 1

- Żłobek nr 2, ul. Ordona 2

### Przedszkola
- Przedszkole Publiczne nr 1 im. Misia Uszatka ul. Piłsudskiego 25
- Przedszkole Publiczne nr 2 ul. Młyńska 1
- Przedszkole Niepubliczne Integracyjne nr 3 ul. Ordona 2
- Przedszkole Niepubliczne nr 4 im. Zdolne Łapki ul. 3 Maja 14

### Szkoły podstawowe
- Szkoła Podstawowa nr 1 im. Henryka Sienkiewicza ul. Mariacka 28
- Szkoła Podstawowa nr 2 im. Adama Mickiewicza ul. Pod Lasem 2
- Szkoła Podstawowa nr 3 os. Władysława Łokietka 10

### Szkoły średnie
- Liceum
  - Liceum Ogólnokształcące im. Romualda Traugutta w Zespole Szkół im. Romualda Traugutta ul. Skalska 18
- Technikum
  - Technikum w Zespole Szkół im. Romualda Traugutta ul. Skalska 18
- Szkoła branżowa I stopnia
  - Szkoła Branżowa I Stopnia w Zespole Szkół Nr 1 im. Gen Romualda Traugutta ul. Skalska 18

### Szkoły specjalne
- Ośrodek Rehabilitacyjno Edukacyjno Wychowawczy (OREW) ul. Skalska 22

### Poradnie psychologiczno-pedagogiczne
- Poradnia Psychologiczno-Pedagogiczna w Wolbromiu ul. Skalska 20

### Uczelnie
- Wyższa Szkoła Biznesu w Dąbrowej Górniczej filia w Wolbromiu

### Szkoły artystyczne
- Pracownia artystyczno-taneczna „Kwadrance” Katarzyna Gałązka-Biedul ul. 20 Straconych 16

## Kultura

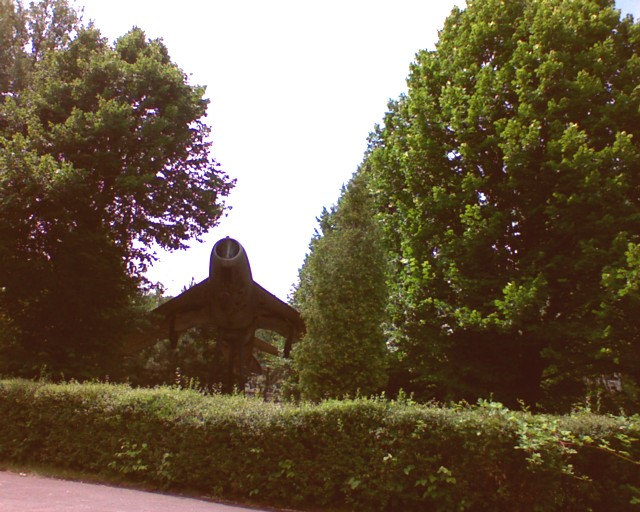
Samolot MiG-15 w parku przy Centrum Kultury

### Placówki kulturalne
- Dom Kultury, ul. Leśna 2
- Centrum Kultury
- Miejska Biblioteka Publiczna ul. Krakowska 1
- Izba Regionalna ul. Krakowska 12
- Pracownia artystyczno-taneczna „Kwadrance” Katarzyna Gałązka-Biedul ul. 20 Straconych 16

### Baseny

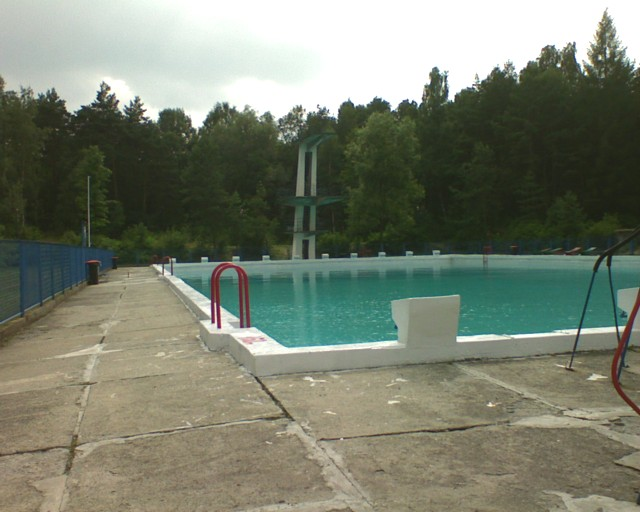
Basen

- Zespół Basenów ul. Kamiennogórska

### Kina
- Kino Radość ul. Leśna 2

### Cykliczne imprezy

#### Dni Wolbromia
Impreza odbywa się cyklicznie i ma formę trwającego dwa dni święta miasta (dawniej trzy), podczas którego odbywają się liczne festyny, parady oraz imprezy rekreacyjne i kulturalne. Tradycyjnie zapraszane są na Dni Wolbromia delegacje partnerskich miast z Węgier i Niemiec.
| Rok  | Zespoły |
| 2018 | Blu Ray, Menelaos, Grupa Sen, Sławomir(rock-polo), Pieczarki, Formacja Nieżywych Schabuff, Andropauza, Bez Migaczy, Łąki Łan, disco-polo Czadoman           |
| 2017 | Milano, Romuald Lipko Band, Orkiestry Wojskowej z Bytomia, Tony Graniai, Off Kultura, Uniqplan, Masha Qrella, Lady Pank                                     |
| 2016 | Varius Manx, Scar Crash, Diverse, Litosfera, Hofler, Ira, Alive, Lovi Maters, Farben Leahre, Varins Manit & Kasia Stankiewicz                               |
| 2015 | Red Ray, Scar Crash, Prawo Głos, Margaret, Big Cyc, Farben Lehre, Papa D, Electric Light Orchestra Classic                                                  |
| 2014 | Ego Trip, Mesajah, Donatan & Cleo, Formacja Nieżywych Schabuff, Uniqplan, Piersi, Elektryczne Gitary                                                        |
| 2013 | Puzzle, ARh Rock, The Painters, 7th STEP, Mirami, Trzy Korony, Pudelsi, Obsesja, Pozytywnie Nakręceni, Off KulturaA, Axis Mundi, Neo Retros, Genesis Clasic |
| 2012 | Verba, Gooral, ZA NO ZA, Lady Pank, Another Pink Floyd, Likeit, Magistrala, Party Hard, Voyager, De Mono                                                    |
| 2011 | Grupa Operacyjna, Natty-Dead, Sztywny Pal Azji, Route 94, Blenders, Kombii                                                                                  |
| 2010 | Robert Gawliński, Andrzej Sikorski z córką, Omen, O! Ela, Modern Talking Reloaded                                                                           |
| 2009 | Losza Vera, Formacja Nieżywych Schabuff, Skangur, Omen |
| 2008 | Ptaky, Coma, Skaldowie |
| 2007 | Wędrowne Gitary, Leszcze |
| 2006 | Golec uOrkiestra |
| 2005 | Alergen, Goście... goście, Pidżama Porno, KSU, Nana, In-Grid, Kult (odwołany)                                                                               |

## Wspólnoty wyznaniowe

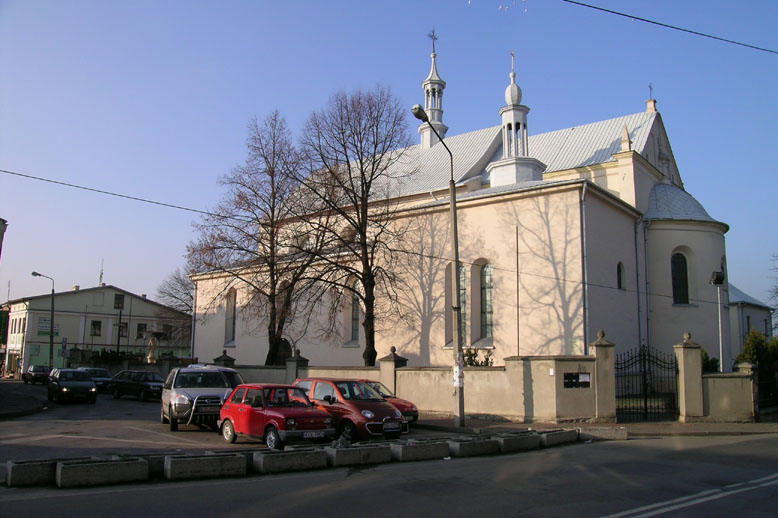
Kościół pw. św. Katarzyny

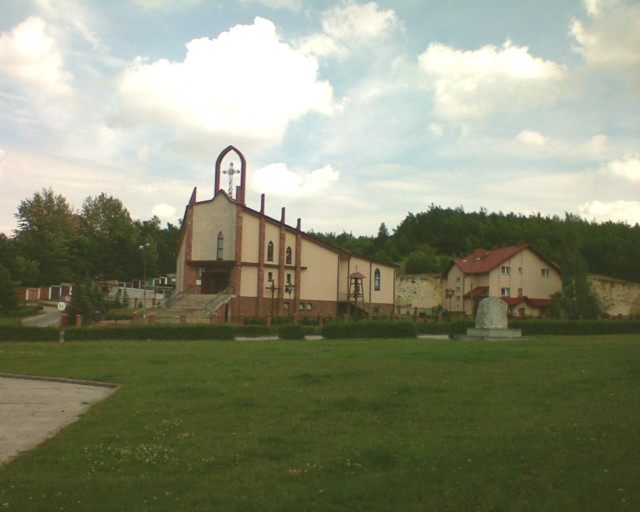
Kościół Podwyższenia Krzyża Świętego wraz z plebanią

### Kościół rzymskokatolicki
- Parafia pw. św. Katarzyny Aleksandryjskiej Dziewicy i Męczennicy. Parafia przy wolbromskim rynku została erygowana prawdopodobnie w XV w. Kościół parafialny został wzniesiony na przeł. XV w. i XVI w. Obecny kształt świątynia zyskała w XVII w. Konsekrowany został w 1692 r. Kościół św. Katarzyny może poszczycić się pięknymi obrazami Pana Jezusa na krzyżu, św. Katarzyny – patronki kościoła oraz Matki Bożej Pocieszenia.
- Parafia Podwyższenia Krzyża Świętego. Budowa kościoła rozpoczęła się w 1989 r. Kościół został konsekrowany i poświęcony w 2000 r. przez bp Adama Śmigielskiego. Wnętrze kościoła zaprojektował Jan Funek, artysta z Krakowa. Powstał ołtarz główny, ołtarz maryjny w osobnej kaplicy, przygotowano 58 ławek, konfesjonały, okna, nagłośnienie, wreszcie malowanie.

### Świadkowie Jehowy
- Zbór (w tym grupa ukraińskojęzyczna) z Salą Królestwa (ul. Gliniana 1)[32][33]. W Wolbromiu powstał on w latach 60. XX wieku. W 2012 roku przyłączono do niego niewielki zbór w Bydlinie. 10 listopada 2018 roku otwarto nową Salę Królestwa[34]. Wspólnota liczy około 90 osób[potrzebny przypis]

## Sport

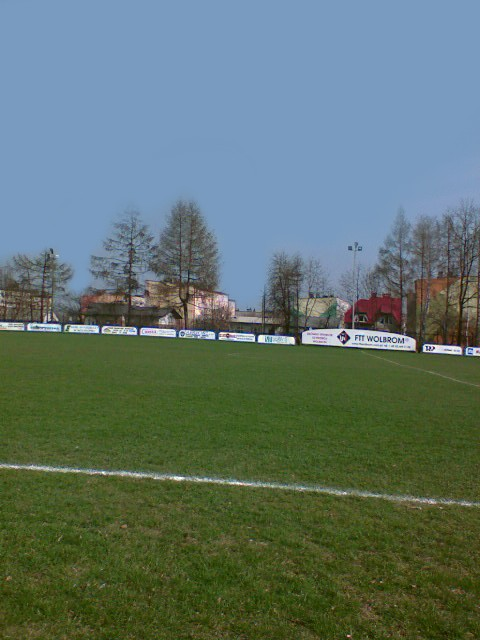
Stadion

Klub Sportowy Przebój ma obecnie jedynie sekcję piłki nożnej. Obecnie pierwsza drużyna znajduje się w 5 lidze małopolskiej Największym sukcesem klubu jest awans do rozgrywek na szczeblu centralnym, tj. do 2 ligi, grupy wschodniej.

### Kluby sportowe
- WAP Wolbrom
- Przebój Wolbrom

## Współpraca międzynarodowa
| Partner       | Państwo |
| ------------- | ------- |
| Waltershausen | Niemcy  |
| Domaszék      | Węgry   |

## Ciekawostki
- Film kręcony w Wolbromiu: Próba mikrofonu to film krótkometrażowy wyreżyserowany przez studenta Wydziału Radia i Telewizji Uniwersytetu Śląskiego w Katowicach, Tomasza Jurkiewicza. Jest to opowieść o młodym, dwudziestoletnim sprzedawcy biletów w kasie PKP, któremu świat marzeń myli się z rzeczywistością. Film zrealizowany był w Wolbromiu przy nieocenionej pomocy mieszkańców i tutejszych instytucji. Sceny kręcone m.in. na terenie wolbromskiej stacji PKP, ul. Ogrodowej, w budynku poczty. W filmie wystąpili: Paweł Tomaszewski, Olga Bołądź, Ewelina Starejki. Film ze specjalnym udziałem Tomasza Kota. Film kręcono w 2006 r.[35][36]
- Kapliczka przy ul. Miechowskiej. Postawiona przez Piotra Rogalskiego, modernizowana przez Mirosława Grelewicza w 2007 r. Dawniej kapliczka stała pomiędzy czterema wielkimi lipami[37].

## Honorowi obywatele
- Akira Miyata[38]
- Andrzej Duda – Prezydent Rzeczypospolitej Polskiej
- gen. Bolesław Nieczuja-Ostrowski
- prof. Felix Mitelman
- prof. Konstanty Andrzej Kulka
- gen. broni Stanisław Targosz